# Proszenie
Proszenie (prononciation [prɔˈʂɛɲɛ]) est un village de la gmina de Wolbórz, du powiat de Piotrków, dans la voïvodie de Łódź, situé dans le centre de la Pologne.
Il se situe à environ 4 kilomètres au sud-ouest de Wolbórz (siège de la gmina), 12 kilomètres au nord-est de Piotrków Trybunalski (siège du powiat) et 40 kilomètres au sud-est de Łódź (capitale de la voïvodie).
Sa population s'élève approximativement à 500 habitants.

## Administration
De 1975 à 1998, le village était attaché administrativement à l'ancienne voïvodie de Piotrków.

Depuis 1999, il fait partie de la nouvelle voïvodie de Łódź.